# Vitor Kley
Vitor Kley, all'anagrafe Vitor Barbiero Kley (Porto Alegre, 18 agosto 1994), è un cantante, musicista e polistrumentista brasiliano.

## Biografia
Figlio del tennista Ivan Kley, che l'ha sempre sostenuto nelle sue aspirazioni, ha esordito nel 2009, quindicenne, con l'album Eclipse solar. Il suo secondo disco, Luz a brilhar, è uscito nel 2012 ed è stato prodotto dal cantante Armandinho. 
Nel 2015 ha firmato un contratto con l'etichetta discografica Midas Music, pubblicando quindi il suo primo EP eponimo nel 2016. 
Ha ottenuto notorietà internazionale dopo l'uscita del brano O Sol, proclamato disco di diamante in Brasile e disco di platino in Portogallo.
Adrenalizou, il suo terzo album in studio, è uscito nel 2018 ed è stato certificato disco di platino in Brasile, con 160 000 copie vendute.
Nel 2019 ha inciso l'album Microfonado. Nel 2020 ha pubblicato il suo secondo EP, Ao Vivo em Portugal, con la partecipazione del cantante e compositore Gabriel Demoliner.
Il successivo  disco A bolha, pubblicato a giugno 2020 da Midas Music, contiene 12 tracce prodotte da Rick Bonadio. Nello stesso anno Vitor Kley è stato anche nominato per il Latin Grammy 2020, nella categoria “Miglior canzone in lingua portoghese”, con il brano A tal canção pra Lua, da lui interpretato con Samuel Rosa.

## Discografia

### Album
- Eclipse solar (2009)
- Luz a brilhar (2012)
- Adrenalizou (2018)
- Microfonado (2019)
- A bolha (2020)